# Evan Scribner
Pour les articles homonymes, voir Scribner (homonymie).
Evan Scribner, né le 19 juillet 1985 à New Britain, Connecticut, États-Unis est un lanceur de relève droitier des Mariners de Seattle de la Ligue majeure de baseball.

## Carrière

### Padres de San Diego
Evan Scribner est drafté en 2007 au 28e tour de sélection par les Diamondbacks de l'Arizona alors qu'il évolue pour l'Université Central Connecticut State, à New Britain. Après avoir amorcé sa carrière en ligues mineures dans l'organisation des Diamondbacks, il est échangé aux Padres de San Diego le 17 juillet 2008 en retour du vétéran joueur de premier but Tony Clark.
Scribner perce l'alignement d'une équipe des majeures le 26 avril 2011 alors qu'il joue son premier match avec San Diego. Il fait sa première présence en lançant deux manches en relève sans accorder de point aux Braves d'Atlanta. Il lance 14 manches en 10 sorties pour les Padres en 2011. 

### Athletics d'Oakland

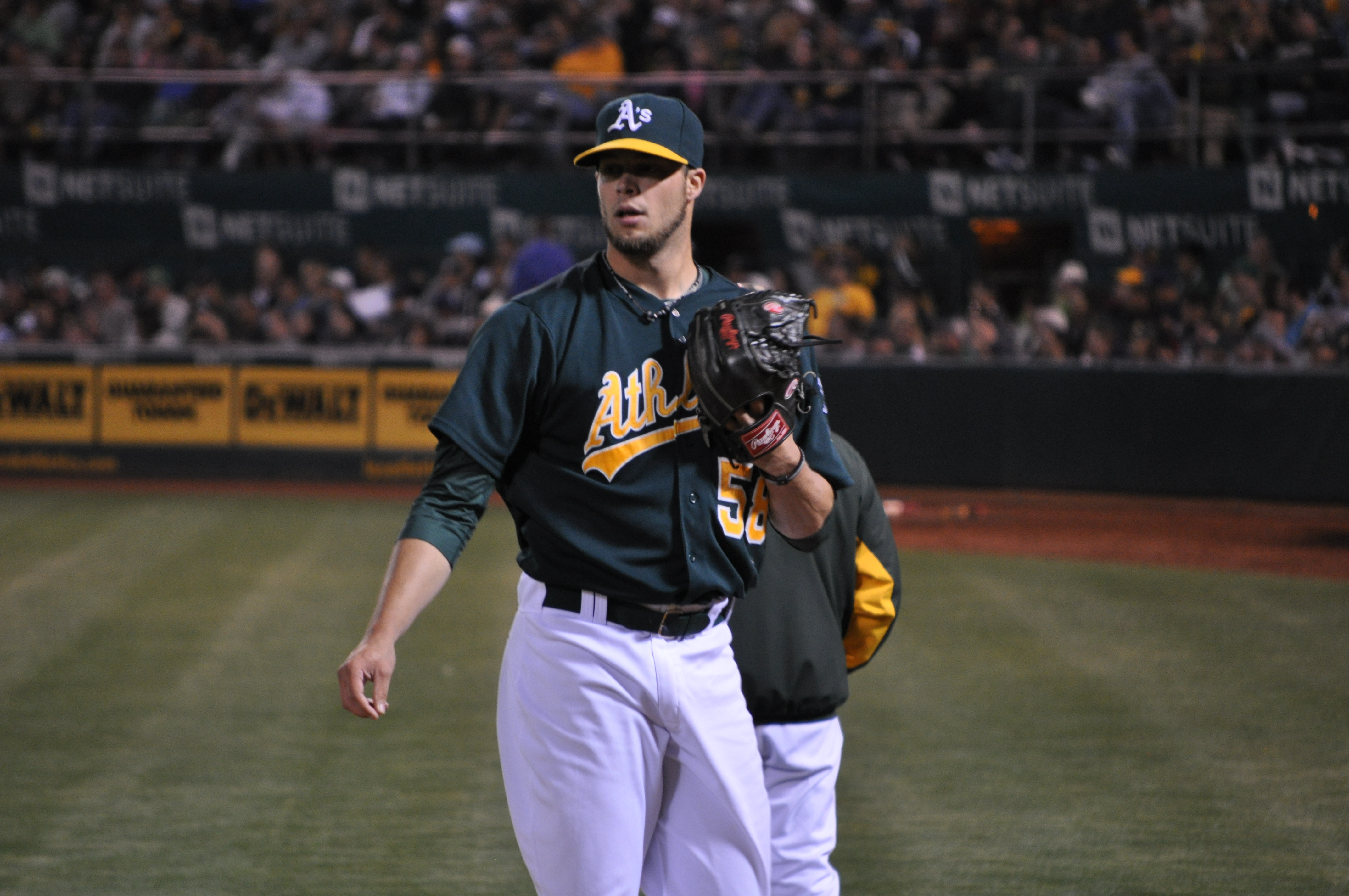
Evan Scribner en 2012 avec les Athletics d'Oakland.

Le 25 octobre 2011, Scribner passe aux Athletics d'Oakland, qui le réclament au ballottage. À partir de 2012, il fait des séjours sporadiques chez les A's, alternant entre le grand club et les River Cats de Sacramento, leur principal club-école des ligues mineures. Le 3 octobre 2012 à Oakland, il est le lanceur gagnant du match remporté sur les Rangers du Texas, que les Athletics doublent au premier rang au dernier jour de la saison régulière pour s'emparer du titre de la division Ouest de la Ligue américaine.

### Mariners de Seattle
Le 8 décembre 2015, Oakland échange Scribner aux Mariners de Seattle contre le lanceur droitier des ligues mineures Trey Cochran-Gill.